# Horšovský Týn (nádraží)
Horšovský Týn je železniční stanice v jihozápadní části města Horšovský Týn v okrese Domažlice v Plzeňském kraji nedaleko řeky Radbuzy. Leží na jednokolejné neelektrizované železniční trati Staňkov–Poběžovice. Přímo před budovou je umístěno městské autobusové nádraží.

## Historie
Stanice byla otevřena 15. října 1893 společností Místní dráha Staňkov - Horšův Týn - Ronšperk v rámci budování železničního spojení ze Staňkova, kudy od roku 1861 procházela Česká západní dráha (BWB) spojující Bavorsko, Plzeň a nádraží na Smíchově, přes Horšovský Týn do Poběžovic, kudy již vedla příhraniční železnice podél bavorské hranice.
Provoz na trati zajišťovaly od zahájení Císařsko-královské státní dráhy (kkStB), po roce 1918 Československé státní dráhy (ČSD), místní dráha byla zestátněna roku 1925.
V roce 2022 proběhla oprava výpravní budovy.

## Popis
Nachází se zde dvě jednostranná nekrytá nástupiště, k příchodu na nástupiště slouží přechody přes koleje.